# Henri Bedimo
Henri Bedimo Nsamé, född 4 juni 1984 i Douala, Kamerun, är en kamerunsk före detta fotbollsspelare som spelade som vänsterback. Bedimo har även representerat Kameruns landslag.